# محمد باقر الموحد الأبطحي
السيد محمد باقر بن مرتضى الموحد الأبطحي الإصفهاني (1346 هـ - 1435 هـ). هو رجل دين شيعي إيراني من كبار رجال الدين عند الشيعة الإثني عشرية في إيران. وهو مشهور بتأسيسه لمؤسسة الإمام المهدي المختصّة بالتحقيق العلمي إذ اضطلع في هذه المؤسسة بدور في تحقيق الكثير من الكتب الشيعية التراثيّة.

## وفاته
توفي بمستشفى بقية الله بالعاصمة الإيرانية قم، وأُصدرت بيانات التعزيّة من قائد الثورة الإيرانية علي خامنئي، ورئيس الجمهورية الإيراني حسن روحاني، وجمع من مراجع الدين الشيعة المعروفين؛ كصادق الحسيني الشيرازي، ولطف الله الصافي الگلپايگاني. ومختلف رجال الدين البارزين وبعض القنوات الفضائيّة والمؤسسات الدينية والثقافية. وشارك في تشييعه الآلاف بمدينة قم، وصلّى على جنازته المرجع الوحيد الخراساني، وشارك في تشييعه كذلك؛ المرجعان الشيرازي والگلپايگاني.

## مؤلفاته
| - المدخل إلى التفسير الموضوعي للقرآن الكريم. يقع في عشر مجلّدات. - جامع الأخبار والآثار عن النبي والأئمة الأطهار. في الأحاديث المختصّة بتفسير القرآن في مجلّدين. - الصحيفة السجّادية الجامعة. - الصحيفة العلوية الجامعة. | - الصحيفة الفاطمية الجامعة. - الصحيفة الرضوية الجامعة. - الدرر اللامعة في أحاديث الجامعة. |